# Diospyros macrocarpa
Diospyros macrocarpa är en tvåhjärtbladig växtart som beskrevs av Eugène Vieillard och William Philip Hiern. Diospyros macrocarpa ingår i släktet Diospyros och familjen Ebenaceae. Inga underarter finns listade i Catalogue of Life.